# El viejo y el mar
El viejo y el mar (The Old Man and the Sea) es una novela corta escrita por Ernest Hemingway en 1951 en Cabo Blanco y publicada en 1952. Fue su último trabajo de ficción importante publicado en vida y posiblemente su obra más famosa.
Aunque la novela ha sido objeto de numerosas críticas, es considerada como uno de los trabajos de ficción más destacados del siglo XX, reafirmando el valor literario de la obra de Hemingway. La novela ha sido llevada al cine en numerosas ocasiones siendo la adaptación de 1958 protagonizada por Spencer Tracy una de las más populares y conocidas. Aunque también destaca la película dirigida por Jud Taylor, El viejo y la mar (1990).
Al año siguiente de su publicación, en 1953 Hemingway recibió el Premio Pulitzer y el Nobel de Literatura.

## Resumen de la obra
La obra se desarrolla en el Gulf Stream - Habana, cuyo protagonista es Santiago, aunque todo el mundo lo llama El viejo. Santiago es un pescador de avanzada edad, que lleva 84 días sin conseguir pescar nada. Un buen día por la mañana, decide salir solo al mar, donde por fin, un enorme marlín (pez vela similar al pez espada)  pica el anzuelo no sin dar batalla antes de ser capturado definitivamente. La lucha con el pez dura tres días, en los que Santiago recuerda su vida pasada. En su mente resuenan los tiempos en que la suerte estaba de su lado, y era capaz de conseguir una gran pesca. También recuerda a Manolín, un joven que le había estado ayudando hasta hace poco a pescar. Los padres de aquel muchacho le prohibieron salir de pesca con el viejo, debido a la mala racha que este había conseguido en el oficio. Sin embargo, el joven siempre estaba dispuesto a ayudarle cuando fuese necesario, puesto que, fue Santiago quien lo instruyó en la pesca desde que Manolín tenía cinco años.
Al tercer día, el pez, ya exhausto, comienza a rodear el bote. Santiago, desgastado y casi delirante, utiliza toda la fuerza que le quedaba para tirar el pez sobre su lado y apuñalarlo con un arpón. Una vez capturado, Santiago ata el pescado al lado de su bote, y emprende el regreso a casa. Se encamina pensando en el alto precio que el pescado tendría en el mercado, y en la cantidad de gente que podría alimentar. Sin embargo, en su camino hacia la orilla, los tiburones son atraídos por la sangre del marlín y poco a poco van apareciendo para devorar la captura. Santiago logra matar a un gran tiburón mako con su arpón, pero pierde el arma, además de un cuarto del pescado que el tiburón logró devorar antes de morir. Al rato, el pez espada del viejo es nuevamente atacado por un tiburón que logra quitarle un trozo más de carne. El viejo construye un arpón atando el cuchillo al extremo de uno de los remos, y así proteger lo que quedaba de su presa; cinco tiburones son asesinados en total, y muchos otros son expulsados. Pero los tiburones siguen llegando, y al caer la noche, ya han devorado casi toda la carne del pez espada, dejando un esqueleto consistente en su espina dorsal, la cola y la cabeza. Santiago, derrotado, convencido ahora de su mala suerte, increpa a los tiburones por la forma en que han matado sus sueños.
Al llegar a puerto, deja en la orilla su bote con los restos del pescado. Agotado, hambriento y herido se dirige inmediatamente a su pequeña cabaña a "descansar" (no se sabía si estaba dormido o había fallecido), mientras carga en sus hombros el pesado mástil de su bote. Al día siguiente, varios pescadores y turistas quedan asombrados al ver las colosales dimensiones del pez espada, a pesar de que haya llegado sólo en espinas.
Entristecido por el estado físico del viejo, Manolín le promete a Santiago volver a pescar con él, sin importar lo que digan sus padres. 
El final permite ser a interpretación del lector. Por una parte, el estado físico del viejo y las reacciones tanto de Santiago como de Manolín, te permiten inferir que por su tristeza y actos desesperados, ambos reconocen el posible final del viejo. En su contraparte, su deceso nunca es confirmado y el cierre del libro deja inconcluso el estado futuro del viejo al culminar con diálogos de futuras hazañas, sin esperanzas sobre las cuales basarse.

## Raíces del protagonista
Unos cuantos críticos sostienen que, aunque nunca se alude en el libro específicamente a su nacionalidad, Hemingway deja suficientes pistas para deducir que el protagonista es un canario emigrado a Cuba en su juventud (por ejemplo, al hablar de sus recuerdos de la costa africana) y, debido a ello, argumentan que la lucha contra el pez es también un método para establecerse en la sociedad cubana. Como español, extranjero en Cuba y de ojos azules, su hazaña como pescador sirve como una forma de integrarse en la nueva comunidad.
Muchos críticos mantienen que Gregorio Fuentes, un hombre de ojos azules que nació en Lanzarote,  fue modelo para Santiago. Fuentes trabajó como marinero por primera vez a los diez años en barcos que llegaban a puertos africanos. Emigró a Cuba a los 22 años de edad y tras 82 años de residencia en Cuba, intentó recuperar su ciudadanía española en 2001.

## Temas
| Tema                        | Explicación breve |
| --------------------------- | --- |
| Lucha contra la adversidad  | El protagonista tiene que enfrentarse a varios obstáculos para conseguir atrapar al gran pez: la barca es más pequeña que el pez, es atacado por tiburones que se comen gran parte del pez espada, tiene pocas fuerzas debido a su edad. |
| La soledad                  | El viejo se encuentra en medio del mar, lo único que tiene son sus recuerdos y no tiene a nadie cerca para que le ayude. |
| La constancia y la valentía | Consigue atrapar al pez tras haberse pasado tres días luchando con él para conseguirlo y se embarca en solitario mar adentro. |
| La amistad                  | Personificada en Manolín, quien siempre es fiel a El viejo. |
| La muerte                   | Representada y reconocida desde la lucha entre el viejo, la deshidratación, la inanición y la falta de descanso, hasta la aceptación y rendición del viejo en su cabaña.                                                                 |
| La lealtad                  | Representada por el niño, quien sin importar a dónde se hubiera ido el viejo, se mantuvo pendiente día y noche por su llegada. Al regresar, nunca se apartó del viejo hasta sus últimos momentos.                                        |

## Significado literario y crítica
El viejo y el mar sirvió para revitalizar la reputación literaria de Hemingway y provocó una revisión de toda su obra. La novela fue recibida inicialmente con mucha popularidad; devolvió a muchos lectores la confianza en la capacidad de Hemingway como autor. Su editor, Scribner's, en una de las primeras sobrecubiertas, calificó la novela de "nuevo clásico", y muchos críticos la compararon favorablemente con obras como el relato corto de William Faulkner de 1942 The Bear y la novela de Herman Melville de 1851 Moby-Dick.
Varios críticos señalan que Santiago procede de las Islas Canarias, y que sus orígenes españoles influyen en la novela. "Santiago es un español que vive en Cuba", comenta Jeffrey Herlihy, y su "yo español es un factor ausente pero siempre presente en la novela. " Tras emigrar a Cuba a los 20 años, ha adoptado la vestimenta y las preferencias alimentarias cubanas, y "habla dos dialectos de la lengua española. " Todas las noches Santiago sueña con España, y esta "reminiscencia nostálgica -que es para las Islas Canarias, no para Cuba- evidencia las influencias resonantes de su identidad española/canaria, destacando la experiencia migratoria del anciano como fundamento oculto de la novela" Su biografía tiene muchas similitudes con la de Gregorio Fuentes, el primer compañero de Hemingway.

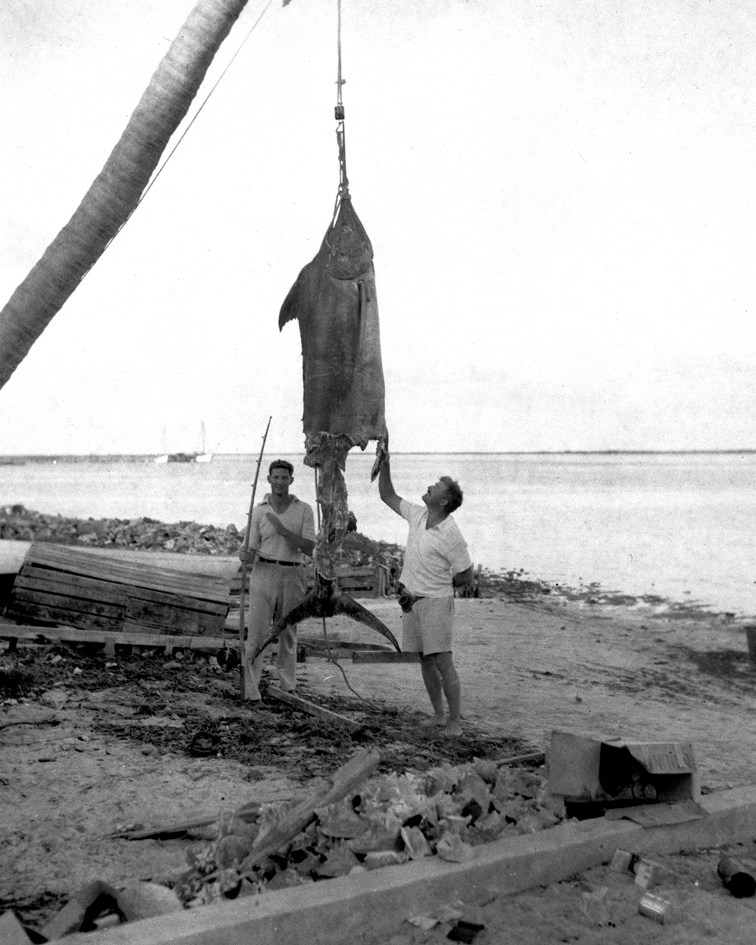
Ernest Hemingway y Henry ("Mike") Strater con las 500 libras restantes de un pez vela o marlin estimado en 1000 libras que fue medio devorado por los tiburones antes de que pudiera ser desembarcado en las Bahamas en 1935. Véase Pilar para conocer los detalles de este episodio.

Gregorio Fuentes, que muchos críticos creen que fue una inspiración para Santiago, era un hombre de ojos azules nacido en Lanzarote en las Islas Canarias. Tras hacerse a la mar a los diez años en barcos que hacían escala en puertos africanos, emigró definitivamente a Cuba cuando tenía 22 años. Tras 82 años en Cuba, Fuentes intentó reclamar su nacionalidad española en 2001. Los críticos han señalado que Santiago también tenía al menos 22 años cuando emigró de España a Cuba, y por lo tanto la edad suficiente para ser considerado un inmigrante -y un extranjero- en Cuba.
Al principio, Hemingway planeó utilizar la historia de Santiago, que se convirtió en El viejo y el mar, como parte de una intimidad entre madre e hijo. Las relaciones en el libro se relacionan con la Biblia, a la que se refería como "El libro del mar". Algunos aspectos de la obra aparecen en el libro póstumo Islas en la corriente (1970). Hemingway menciona la experiencia real de un viejo pescador casi idéntica a la de Santiago y su aguja en 'En el agua azul: Una carta de la corriente del Golfo (Esquire, abril de 1936).
El ensayo de Joseph Waldmeir de 1957 "Confiteor Hominem: Ernest Hemingway's Religion of Man" es una lectura crítica favorable de la novela, que ha definido las consideraciones analíticas desde entonces. Quizás la afirmación más memorable es la respuesta de Waldmeir a la pregunta: ¿Cuál es el mensaje del libro?
La respuesta supone un tercer nivel en el que El viejo y el mar debe leerse: como una especie de comentario alegórico sobre toda su obra anterior, mediante el cual puede establecerse que las connotaciones religiosas de El viejo y el mar no son peculiares de ese libro entre las obras de Hemingway, y que Hemingway ha dado finalmente el paso decisivo para elevar lo que podría llamarse su filosofía de la virilidad al nivel de una religión.
Waldmeir consideró la función de la imaginería cristiana de la novela, más notablemente a través de la referencia de Hemingway a la crucifixión de Cristo tras el avistamiento de los tiburones por parte de Santiago que dice:
"Ay', dijo en voz alta. No hay traducción para esta palabra y tal vez sea sólo un ruido como el que podría hacer un hombre, involuntariamente, al sentir que el clavo atraviesa sus manos y se clava en la madera.
Uno de los críticos más directos de El viejo y el mar es Robert P. Weeks. Su obra de 1962 "Fakery in The Old Man and the Sea" presenta su argumento de que la novela es una divergencia débil e inesperada del Hemingway típico y realista (refiriéndose al resto de la obra de Hemingway como "glorias anteriores"). Al yuxtaponer esta novela con las obras anteriores de Hemingway, Weeks sostiene:
La diferencia, sin embargo, en la eficacia con la que Hemingway emplea este recurso característico en su mejor obra y en El viejo y el mar es esclarecedora. La obra de ficción en la que Hemingway dedicó más atención a los objetos naturales, El viejo y el mar, está reconstruida con una cantidad extraordinaria de falsedad, extraordinaria porque uno esperaría no encontrar ninguna inexactitud, ninguna romantización de los objetos naturales en un escritor que detestaba a W. H. Hudson, que no podía leer a Thoreau, que deploraba la retórica de Melville en Moby Dick, y que él mismo fue criticado por otros escritores, especialmente Faulkner, por su devoción a los hechos y su falta de voluntad para "inventar".'

## Legado
En 1954, Hemingway quiso donar su medalla de oro del Premio Nobel de Literatura al pueblo cubano. Para evitar dársela al gobierno de Batista, la donó a la Iglesia católica para que fuera expuesta en el santuario de El Cobre, un pequeño pueblo en las afueras de Santiago de Cuba donde se encuentra la imagen mariana de Nuestra Señora de la Caridad. La medalla sueca fue robada a mediados de la década de 1980, pero la policía la recuperó a los pocos días.